# Andira paniculata
Andira paniculata är en ärtväxtart som beskrevs av George Bentham. Andira paniculata ingår i släktet Andira och familjen ärtväxter. Inga underarter finns listade i Catalogue of Life.